# Zatrephes olivenca
Zatrephes olivenca är en fjärilsart som beskrevs av Paul Dognin 1923. Zatrephes olivenca ingår i släktet Zatrephes och familjen björnspinnare. Inga underarter finns listade i Catalogue of Life.